# ハーデース
ハーデース（古希: ΑΙΔΗΣ〈Ἅιδης〉、古代ギリシア語ラテン翻字: Hādēs）は、ギリシア神話における冥府の神。日本語では長母音を省略してハデスとも呼ばれる。クロノスとレアーの子で、ポセイドーンとゼウスの兄である。妻はペルセポネー。その象徴は水仙、糸杉で、豊穣の角を持った姿でも描かれる。ポセイドーンと同じく、馬とも関連がある。
オリュンポス内でもゼウス、ポセイドーンに次ぐ実力を持つ。後に冥府が地下にあるとされるようになったことから、地下の神ともされ、ゼウス・クトニオス（地下のゼウス）という別名を持っている。普段冥界に居てオリュンポスには来ないため、オリュンポス十二神には入らないとされる場合が多いが、例外的に一部の神話ではオリュンポス十二神の1柱として伝えられている。また、さらに後には豊穣神（作物は地中から芽を出して成長する）としても崇められるようになった。パウサニアースの伝えるところに依れば、エーリスにその神殿があったといわれている。

## 名称
西洋古典文学では、この神のギリシア語表記 Ἅιδης を「ハーデース」と転写するのが慣例となっている。しかし、古典ギリシア語の発音（再建音）に従えば、ハーイデースと読むのが最も近い。ホメーロスやヘーシオドスの叙事詩など（イオニア方言）では、アイデースやアイドーネウス（目に見えない者）と呼称されていた。地下の鉱物資源の守護神でもあることから、プルートーン（富める者）とも呼ばれる。このほか、クリュメノス（名高き者）、エウブーレウス（よき忠告者）などの異名もある。
（ウィキペディア内での表記についてはプロジェクト:ギリシア神話を参照）

## 概説
生まれた直後、ガイアとウーラノスの「産まれた子に権力を奪われる」という予言を恐れた父クロノスに飲み込まれてしまう。その後、末弟ゼウスに助けられ、クロノスらティーターン神族と戦い勝利した。クロノスとの戦いに勝利した後、ゼウスやポセイドーンとくじ引きで自らの領域を決め、冥府と地底を割り当てられたとされる。しかし、ホメーロスなどの古い時代の伝承によれば、ハーデースの国は、極西のオーケアノスの流れの彼方にあるとされていた。
神話中では女性の扱いに不慣れで、略奪する前のペルセポネーにどうアプローチしていいか悩むなど、無垢で純真な一面を見せる。
ハーデースとペルセポネーの間には一般に子供がいないとされるが、これは両者が子供を産まない死者を司る神だからだと考えられる。ただし、一方でザグレウス、マカリアーがハーデースの子供だという説がある。
被ると姿が見えなくなる「隠れ兜」を所持しており、ティーターノマキアーでは、これを活用してクロノスと対決するゼウスに助力し、結果的にティーターン神族を打ち破っている。ギガントマキアーにおいても、ヘルメースがこれを用いて戦った。また、この兜はペルセウスに貸与されメドゥーサ退治にも貢献した。またハーデースは、二叉の槍バイデントを持った姿で描かれる。

## 神話
ハーデースはゼウスなどと異なり、神話や物語が少ない。その中で唯一際だっているのが、后であるペルセポネーの略奪をめぐる話である。ペルセポネーはゼウスと大地の豊穣の女神デーメーテールの娘であり、コレー（「娘・少女」の意）の異名を持つ。ペルセポネーはまたデーメーテールと共に「2柱の女神」とも呼ばれる。ペルセポネーは冥府の女王としてハーデースの傍らに座しており、夫婦で死者を裁くとされる。

### ペルセポネーの略奪

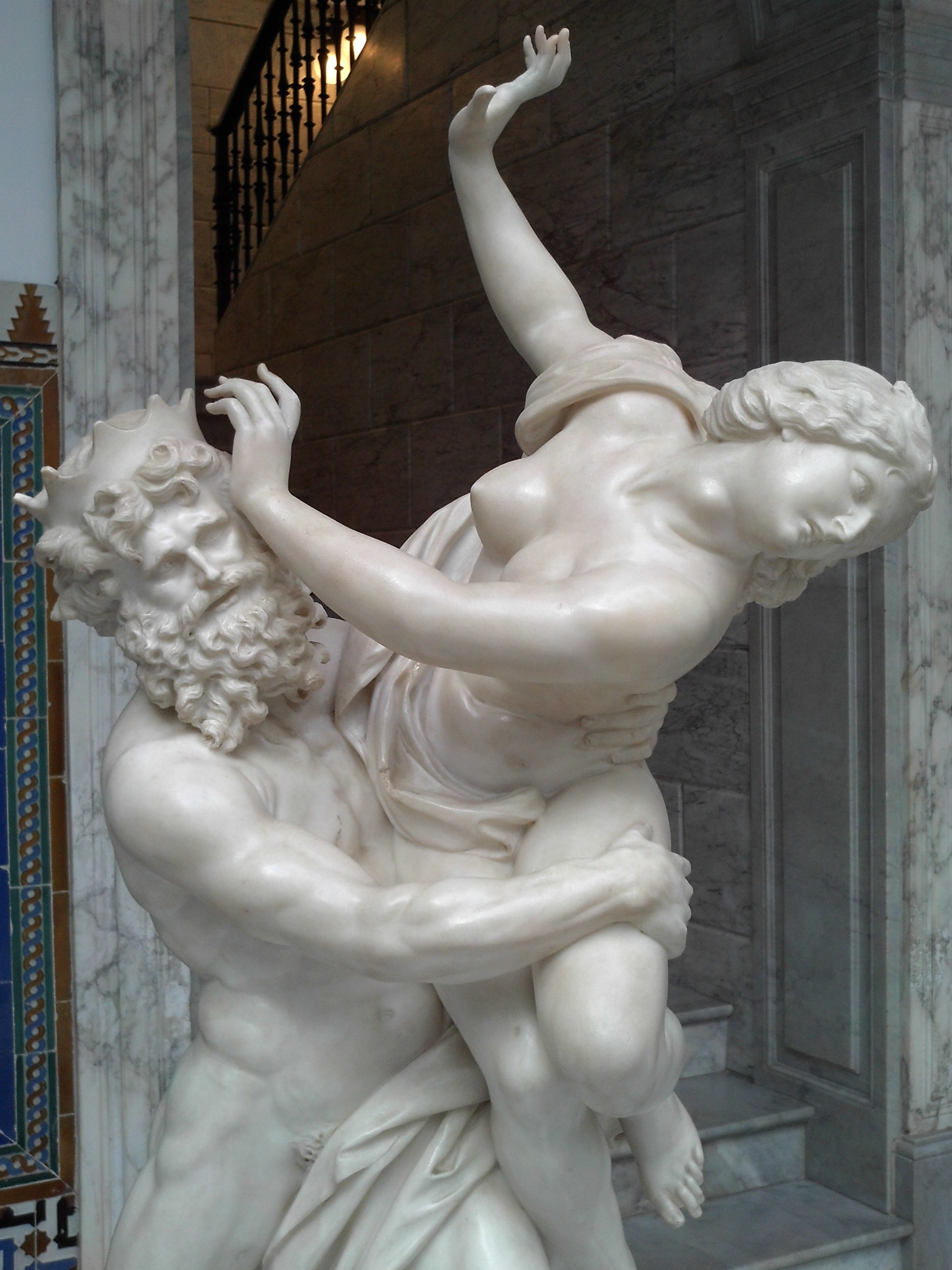
ペルセポネーの略奪

『ホメーロス風讃歌』中の『デーメーテール讃歌』によれば、ハーデースはペルセポネーに恋をして、ニューサで花を摘んでいたコレー（ペルセポネー）を略奪して、地中に連れ去った。ニューサは山地と伝えられるが、具体的にはどこの山であったのか諸説があり、明確には分からない。またハーデースがコレーを攫ったのはニューサ以外の土地であるとする伝説もある。
ハーデースがペルセポネーに恋をしたのは、アプロディーテーの策略であるとされている。ペルセポネーが、アテーナーやアルテミスにならって、アプロディーテーたち恋愛の神を疎んじるようになったことに対する報復として、冥府にさらわれるように仕向けたのである。ある日ハーデースは大地の裂け目から地上を見上げ、その目にニュンペー達と花を摘んでいたペルセポネーが映る。そこをアプロディーテーの息子エロースの矢によって射たれ、ハーデースはペルセポネーに恋をした。
コレーに恋をしたハーデースは、コレーの父親であるゼウスのもとへ求婚の許可を貰いに行くが、ゼウスはコレーの母親であるデーメーテールに話をつけずに結婚を許した。ハーデースは水仙の花を使ってコレーを誘き出し、大地を引き裂くという荒業を用いて地下の国へ攫っていくが、母と地上を恋しがって泣くコレーに対してそれ以上強引な行動に出ることが出来ず、事態は膠着状態に陥ってしまった。

### デーメーテールの地上彷徨
オリュンポスでは、ペルセポネーが行方知れずになったことを不審に思った母デーメーテールが、太陽神ヘーリオスから、ゼウスとハーデースがペルセポネーを冥府へと連れ去ったことを知る。女神はゼウスの元へ抗議に行くが、ゼウスは取り合わず「冥府の王であるハーデースであれば夫として不釣合いではない」と発言。これを聞いたデーメーテールは、娘の略奪をゼウスらが認めていることに怒り、オリュムポスを去って地上に姿を隠す。女神は地上で老女の姿となり、炬火を手にして、各地を放浪して娘の行方を探る。デーメーテールは地上を彷徨していた間、各地で様々な伝承を残す。最も有名なものは、女神がエレウシースを訪れたときの物語で、エレウシースの秘儀はこの神話から始まっているとされる。
デーメーテールは大地の豊穣を管掌する大女神であったため、彼女がオリュンポスを去った事によって、地上に大規模な不作や凶作をもたらした。ゼウスはデーメーテールに娘の帰還を約束するが、コレーが冥府にある間、食物を一切、口にしていないという条件をつけた。

### 四季の始まり
ペルセポネーは冥府にあって、一口の食物も口にしなかった。しかし、女神はヘルメースがゼウスよりの使者として訪れ、彼女の地上への帰還を伝えに来たとき、うっかりしてハーデースの勧めを受け入れザクロの実を4粒（3粒ないし6粒ともいわれる）食べてしまった。ハーデースの支配する冥府では、そこの食物を食べたものは客として扱われたことになり、そこに留まらなければならない規則となっていたが、ペルセポネーはこの禁を犯してしまった。

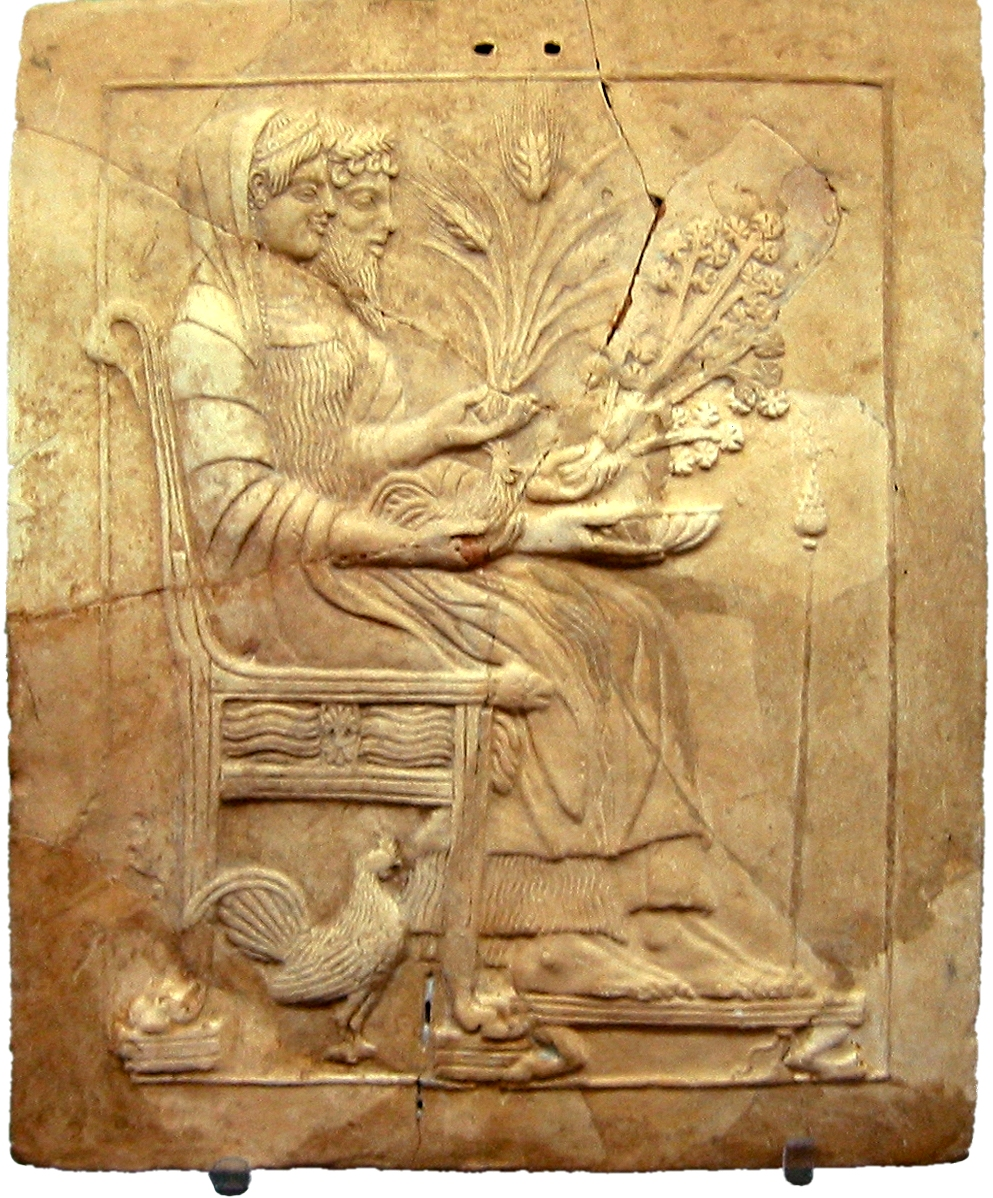
ハーデースとペルセポネー

ハーデースはペルセポネーを地上に還し、母親デーメーテールに渡す。しかし、ペルセポネーがすでに冥府でザクロの実を食べていたことが分かったため、ペルセポネーは再び冥府へと戻らねばならない定めとなる。デーメーテールの主張やオリュムポスの神々の意見を元に、神々の父ゼウスはこの問題に採決を下し、ペルセポネーは1年の3分の1はハーデースの許で暮らし、残りの3分の2を神々の世界や地上に暮らすとした。
この神話がエレウシースの秘儀で伝授される「神秘」であるが、これは植物の冬季における枯死と、春における再度の蘇りの神話である。またこの神話は、地上に四季が存在することの根拠譚でもある。すなわち、このような経緯をもって母娘共に大地の豊穣を約束する女神（デーメーテールとペルセポネー）が、1年のある期間にあって不在となったため、冬が生まれ、四季が生じたとする起源譚となる。

### 冥府の女王ペルセポネー
ハーデースの略奪によって冥府に来たペルセポネーであるが、女神は、英雄ヘーラクレースが冥府に降りてきた際、冥府の女王として、ハーデースの傍らの玉座にあり、あるいはオルペウスが亡き妻の帰還を求めて冥府くだりを行ったときにも、ハーデースと共に玉座にあった。ペルセポネーは恐るべき「冥府の女王」ともされる。

### 背景
ハーデースによるペルセポネーの略奪は、古代ギリシアにおいて行われた略奪婚の風習を表している。これは、夫となる男性は相手の女性を父親から奪うくらいの力強さがなければ娘を嫁にやることはできないという考え方に基くものであり、当時の倫理観からいえば必ずしも正義にもとるものではなかった。また、古代ギリシアでは一族の財産を守るために叔父と姪が結婚するのは珍しいことではなかった。

#### その他の説・補足
『デーメーテール讃歌』では「冥界の王であるハーデースならば夫として不釣合いではないだろう」というゼウスの発言は、ハーデースとペルセポネーの結婚が決定して意気消沈していたデーメーテールにヘーリオスが言ったことになっている。

## その他の神話

### アスクレーピオス
ケイローンのもとで育ったアポローンとコローニスの子、アスクレーピオスは師を凌ぐほどの才能を医学に示し、やがて独立した後は医術の技を熟達させ、ついに死者まで生き返らせる。ハーデースの領域から死者が取り戻すことは“世界の秩序を乱すもの”であるという抗議を聞き入れたゼウスは、雷霆をもってアスクレーピオスを撃ち殺し、医学者としての偉業を讃えてへびつかい座として迎え入れた。

### オルペウス
エウリュディケーが毒蛇にかまれて死んだとき、竪琴の名手オルペウスは妻を取り戻すために冥府に入った。彼の弾く竪琴の哀切な音色の前に冥界の人々は魅了され、ステュクスの渡し守カローンも冥界の番犬ケルベロスもおとなしくなり、ついに冥界の王ハーデースとその妃ペルセポネーの王座の前に立つ。
エウリュディケーの返還を求めるオルペウスの竪琴の音色と、涙を流すペルセポネーに説得され、ハーデースは「冥界から抜け出すまでの間、決して後ろを振り返ってはならない」という条件を付け、エウリュディケーをオルペウスの後ろに従わせて送った。
目の前に光が見え、冥界からあと少しで抜け出すというところで、オルペウスは不安に駆られ、後ろを振り向いて妻の姿を見たが、それが最後の別れとなった。

### メンテー
数少ないハーデースの浮気話。冥王ハーデースは地上に住むニュムペーのメンテーの美しさに魅了されてしまい、それに気付き嫉妬に狂ったペルセポネーは「お前などくだらない雑草になってしまえ」とメンテーを踏みつけて恐ろしい呪いをかけ、草に変えてしまった。以来この草はミントと呼ばれ、ミントはハーデースの傍、神殿の庭で、 愛らしい存在感を保ったまま咲き誇り続けた。地上でも今も陽光を浴びる度に芳香を放ち、人々に自分の居場所を知らせるのだという。もしくは、地上を見回っていた冥府の王ハーデースに目を付けられ、攫われようとしていた。しかし、自らも攫われて妻となったペルセポネーがそれに気付き、彼女を香りの良い小さな草に変えて茂みへ隠し、ハーデースの目から隠してやったともいわれる。

### レウケー
レウケーは冥界の王ハーデースに見初められて冥界に連れて行かれたが、彼女は完全な不死の神ではなかったために死んでしまった。これを悲しんだハーデースは、レウケーを白ポプラに変えたという（なお、レウケーとは「白い」という意味）。それ以来、エーリュシオンには白ポプラが繁っているという。後にヘーラクレースは12功業の一つとして冥界を訪れた時、エーリュシオンのレウケーの木から冠を作ったという。

### ヘーラクレースの12功業
ケルベロスはオルトロスの兄であり、3つの頭を持つ犬の怪物。ヘーラクレースは冥界に入ってハーデースから「傷つけたり殺したりしない」という条件で許可をもらい、ケルベロスを生け捕りにした。その際、ペルセポネーを略奪しようとし、また「忘却の椅子」に捕らわれていたテーセウスを助け出した。また、地上に引きずり出されたケルベロスは太陽の光を浴びた時、狂乱して涎を垂らした。その涎から毒草のトリカブトが生まれたという。

## 信仰
冷酷で慈悲を知らず、戦死者の血を飲み干すとも言われ、恐れられるハーデースの信仰は他の神々ほど行われることはなかった。
このイメージは軍神アレースと密接に繋がりがあり、アレースが戦死者の魂が冥界に多く下る戦争を巻き起こすと地下の王国は巨大になるとされた。
一方、地下資源の神として「富める者（プルートーン）」という異名も持ち、オルペウスの竪琴の音色に感動して涙を流すなど、感情豊かなハーデースは、全ての者を受け入れる神としても信仰されていた。神々に寵愛されるほどの英雄は除いて、金持ちも貧者も死後は等しく冥界へと下るからである。
ハーデース信仰はヌマ・ポンピリウスによってプルートーと呼ばれてローマ神話にも取り入れられたほか、死の国の魔神オルクスや慰霊の神フェブルウスとも同一視された。また、ダンテの『神曲』に登場する同名の魔物や冥王星の名前の由来でもある。

### オルペウス教
死後魂となって冥界で永遠を過ごすとされたギリシア神話において、冥界から帰還したオルペウスが開祖となったオルペウス教だけには輪廻転生の教えが伝わっていた。
オルペウス教の最終目標は輪廻からの解脱であり、その為には冥界でムネーモシュネー（記憶）の泉を探してその水を飲み、転生に伴う忘却を免れなければならないとした。

### エレウシースの秘儀
老婆に変身してペルセポネーを探していたデーメーテールは、立ち寄ったエレウシースにある王国の王たちに温かく歓迎される。これに感動したデーメーテールは、エレウシースの王たちに秘儀と穀物の栽培方法などを授けた。
後に参加した者は死後の幸福を掴むことが出来るとされるエレウシースの秘儀となるのだが、特性故に何人もその内容を口外することは許されず、場合によっては処刑されたため、分かっていることは乏しい。おそらくデーメーテールの放浪及びペルセポネーの奪還を主題とすることが推測される。

### キリスト教
ハーデースはキリスト教において死後の世界そのものを指す言葉として用いられ、新約聖書にはハデスという名称が10回登場する。